# Zakrivți, Colomeea
Zakrivți (în ucraineană Закрівці) este un sat în comuna Torhovîțea din raionul Colomeea, regiunea Ivano-Frankivsk, Ucraina.

## Demografie
Componența lingvistică a localității Zakrivți
     Ucraineană (99,87%)
Conform recensământului din 2001, majoritatea populației localității Zakrivți era vorbitoare de ucraineană (99,87%), existând în minoritate și vorbitori de alte limbi.